# Caldisphaera
Caldisphaera, es un género de arqueas de la clase Thermoproteia.
Caldisphaera lagunensis es una especie encontrada en 2003 en un manantial termal ácido en Filipinas. Crece a 45-80 °C con un óptimo de 70-75 °C y a un pH de 2,3-5,4 con un óptimo de 3,5-4,0. Tiene forma esférica, es inmóvil y crece anaerobicamente y heterotróficamente. Fue cultivada usando una mezcla de almidón, glucógeno, gelatina, extracto de carne de vaca, extracto de levadura y péptidos como fuentes de energía y de carbono. El crecimiento fue estimulado por la presencia del azufre como aceptor de electrones, originando sulfuro de hidrógeno.